# Merope (gwiazda)
Merope – gwiazda w gromadzie otwartej Plejad (M45) w gwiazdozbiorze Byka. Znajdująca się w odległości 380 lat świetlnych od Ziemi. Oznaczenie Flamsteeda tej gwiazdy to 23 Tauri.

## Nazwa
Gwiazda ta nosi tradycyjną nazwę Merope, wywodzącą się z mitologii greckiej. Nimfa Merope była jedną z siedmiu Plejad. Grupa robocza Międzynarodowej Unii Astronomicznej do spraw uporządkowania nazewnictwa gwiazd zatwierdziła użycie nazwy Merope dla określenia tej gwiazdy.

## Charakterystyka
Merope jest błękitnym podolbrzymem typu widmowego B o obserwowanej wielkości gwiazdowej około +4,18m. Powierzchnia gwiazdy ma temperaturę około 14 000 K i wypromieniowuje blisko 630 razy więcej światła niż Słońce (w tym dużą część w ultrafiolecie). Masę Merope szacuje się na 4,5 mas Słońca. Jest to gwiazda zmienna typu beta Cephei, zmienność wynika z pulsacji gwiazdy.
Plejady otacza mgławica refleksyjna utworzona przez materię międzygwiazdową odbijającą i rozpraszającą promieniowanie gwiazd. Wokół Merope jest ona najjaśniejsza i jest znana jako Mgławica Merope. W pobliżu znajduje się także niewielka mgławica refleksyjna oznaczona IC 349.